# Leo Minor
Leo Minor o el León Menor es de las constelaciones más pequeñas: apenas puede ser reconocida como un triángulo y está situada entre las fácilmente reconocibles Osa Mayor y Leo. A diferencia de Leo no pertenece a la antigua lista de 48 constelaciones dibujadas por Ptolomeo en el segundo siglo a. C., sino que fue creada por Johannes Hevelius en 1687.
Hay 37 estrellas más brillantes que magnitud aparente 6,5 en la constelación; tres son más brillantes que magnitud 4,5. 46 Leonis Minoris, una gigante naranja de magnitud 3,8, se encuentra a unos 95 años luz de la Tierra. Con una magnitud de 4,4, Beta Leonis Minoris es la segunda estrella más brillante y la única de la constelación con una  designación Bayer. Se trata de una estrella binaria, cuyo componente más brillante es una gigante naranja y el más débil una estrella de secuencia principal amarilla y blanca. La tercera estrella más brillante es 21 Leonis Minoris, una estrella blanca de la secuencia principal de rotación rápida y magnitud media 4,5. La constelación también incluye dos estrellas con  sistemas planetarios, dos pares de  galaxias en interacción y el singular objeto de cielo profundo Hanny's Voorwerp.

## Historia
Los astrónomos clásicos Arato y  Ptolomeo habían observado que la región de lo que hoy es Leo Menor era indefinida y no contenía ningún patrón distintivo; Ptolomeo clasificó las estrellas de esta zona como amorphōtoi (no pertenecientes a un contorno de constelación) dentro de la constelación de Leo.
Johannes Hevelius representó por primera vez a Leo Menor en 1687 cuando esbozó diez nuevas constelaciones en su atlas estelar Firmamentum Sobiescianum, e incluyó 18 de sus objetos en el Catalogus Stellarum Fixarum que lo acompañaba. Hevelius se decidió por Leo Menor o Leo Junior como una representación que se alinearía con sus bestiales vecinos el León y la Osa Mayor. En 1845, el astrónomo inglés Francis Baily revisó el catálogo de las nuevas constelaciones de Hevelius, y asignó una letra griega conocida como  designación Bayer a las estrellas más brillantes que magnitud aparente 4.5. Richard A. Proctor dio a la constelación el nombre de Leaena "la Leona" en 1870, explicando que buscaba acortar los nombres de las constelaciones para hacerlas más manejables en los mapas celestes.
El astrónomo alemán Christian Ludwig Ideler postuló que las estrellas de Leo Menor habían sido denominadas Al Thibā' wa-Aulāduhā "Gacela con su cría" en un globo celeste árabe del siglo XIII, recuperado por el cardenal Stefano Borgia y conservado en el museo del prelado en Velletri. El arabista Friedrich Wilhelm Lach describe una visión diferente, señalando que habían sido vistos como Al Haud "el Estanque", en el que salta la Gacela. En la astronomía china, las estrellas Beta, 30, 37 y 46 Leonis Minoris formaban Neiping, una "Corte de Juez o Mediador", o Shi "Eunuco de la Corte" o se combinaban con estrellas de la vecina Leo para formar un gran dragón celeste o Carro del Estado. Una línea de cuatro estrellas era conocida como Shaowei; representaba a cuatro consejeros imperiales y podía estar situada en Leo Menor, Leo o en regiones adyacentes.

## Características destacables

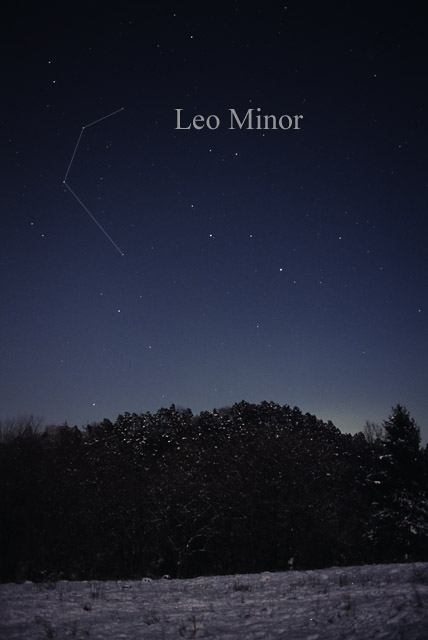
Constelación de Leo Minor

La estrella más brillante de Leo Minor es 46 Leonis Minoris, llamada Praecipua, una gigante o subgigante naranja distante 98 años luz. La medida de su diámetro angular por interferometría —0,00254 segundos de arco— da como resultado un radio 8,2 veces más grande que el del Sol, inferior a la media de las estrellas gigantes.
La segunda estrella en cuanto a brillo es β Leonis Minoris, la única en la constelación con denominación de Bayer. Es una estrella binaria, compuesta por una gigante amarilla de tipo espectral G9III y una enana amarilla de tipo F8V. Su período orbital es de 39 años en una órbita notablemente excéntrica (ε = 0,683).
Le sigue en brillo 21 Leonis Minoris, estrella blanca de la secuencia principal de tipo espectral A7V y 7839 K de temperatura. 
Por el contrario, 37 Leonis Minoris es una gigante luminosa amarilla de tipo espectral G0II.
Otra estrella en la constelación, 24 Leonis Minoris, es considerada un análogo solar por ser sus características parecidas a las del Sol en muchos aspectos. No obstante, se piensa que es más antigua y evolucionada que nuestra estrella.
En Leo Minor se conocen varias estrellas con planetas extrasolares. Así, HD 87883 es una enana naranja de tipo espectral K0V con un planeta cuya masa es, al menos, 1,73 veces la de Júpiter. Igualmente, HD 82886 —oficialmente denominada Illyrian— posee un planeta también más masivo que Júpiter.
RY Leonis Minoris es una enana blanca pulsante del tipo ZZ Ceti. Su curva de luz tiene un período dominante de 215,2 segundos estable en amplitud y fase, que disminuye aproximadamente un segundo cada 8,9 millones de años. Por ello, se ha afirmado que es el reloj óptico más estable jamás encontrado, mucho más estable que un reloj atómico.
Leo Minor no contiene objetos de cielo profundo notables. Entre ellos están las galaxias NGC 3344 y NGC 3003. La primera se encuentra a 22,5 millones de años luz y en ella se aprecian dos anillos, uno externo y otro interno. También en esta constelación se localiza el Objeto de Hanny, el cual, con un tamaño comparable al de la Vía Láctea, tiene el aspecto de una nube gaseosa poco luminiscente con un área más oscura hacia su centro.
A unas 98 años luz, unos 30 parsecs de distancia y unas 10 veces más luminosa que el Sol, 21 Leonis Minoris es una estrella blanca de la secuencia principal de rápida rotación, que gira sobre su eje en menos de 12 horas y muy probablemente de forma achatada. De magnitud aparente media 4,5 y tipo espectral A7V, es una Estrella variable Delta Scuti. Se trata de estrellas de período corto (seis horas como máximo) pulsantes que se han utilizado como velas estándar y como sujetos para estudiar astrosismología..

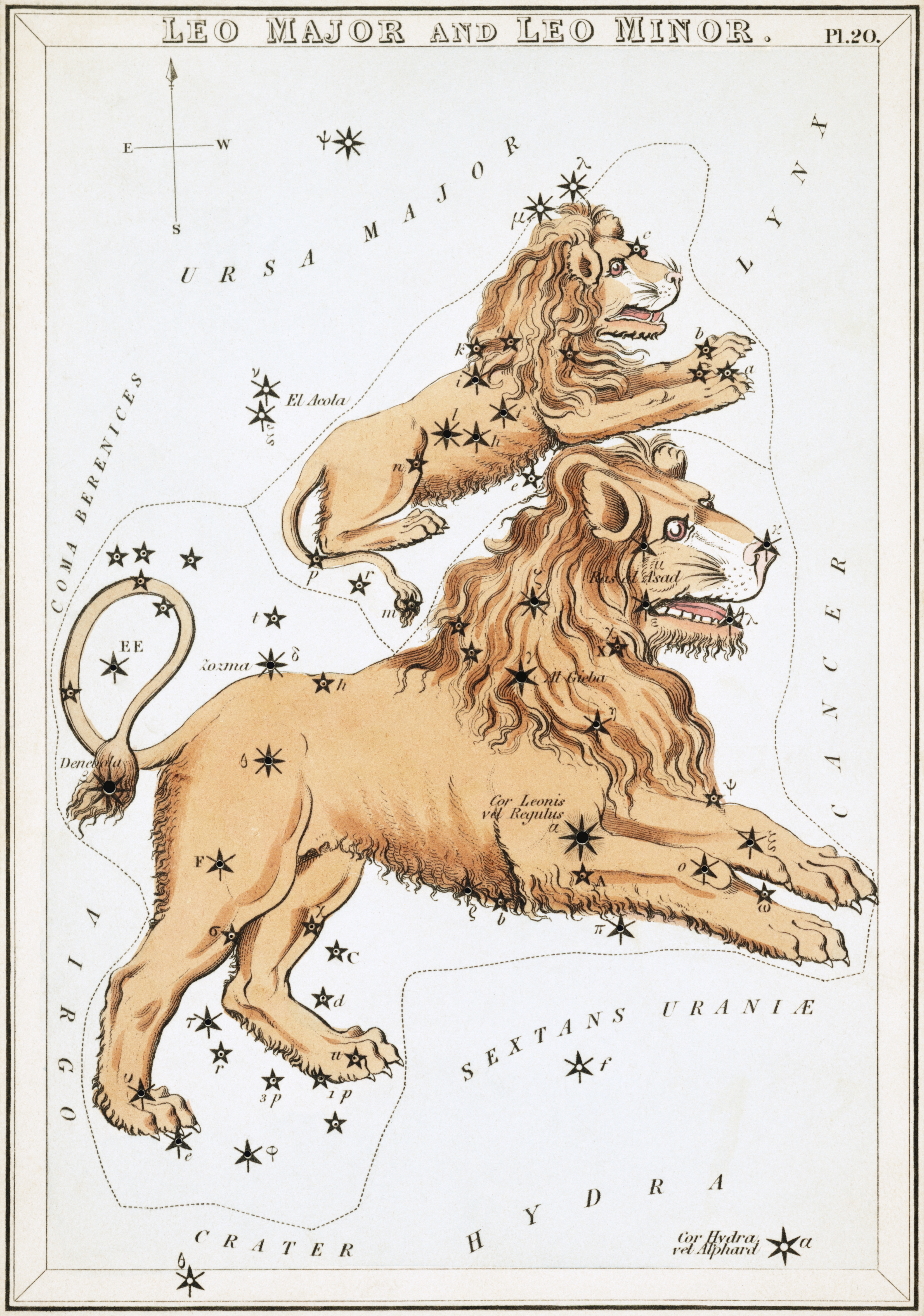
Leo Menor sobre la cabeza de Leo, como se representa en Urania's Mirror, un juego de cartas de constelaciones publicado en Londres c. 1825

También conocidas como SU y SV Leonis Minoris, 10 y 11 Leonis Minoris son gigantes amarillas de tipo espectral G8III, con magnitudes medias de 4,54 y 5,34 respectivamente. Ambas son RS Canum Venaticorum variables, con 10 Leonis Minoris variando en 0. 012 magnitud en 40,4 días, y 11 Leonis Minoris en 0,033 magnitud en 18 días. 11 Leonis Minoris tiene una enana roja compañera de tipo espectral M5V y magnitud aparente 13.0. 20 Leonis Minoris es un sistema estelar múltiple 49  años luz alejado del Sol. La estrella principal es otra estrella amarilla, esta vez una enana de tipo espectral G3Va y magnitud aparente 5,4. La compañera es una enana roja vieja y activa que tiene una metalicidad relativamente alta y es de tipo espectral M6,5. El hecho de que la estrella secundaria sea más brillante de lo esperado indica que probablemente se trate de dos estrellas muy cercanas que no pueden distinguirse por separado con la tecnología de observación actual.
R y S Leonis Minoris son Mira variables de periodo largo, mientras que U Leonis Minoris es una variable semiregular; las tres son gigantes rojas de tipos espectrales M6.5e-M9.0e,} M5e y M6 respectivamente. R varía entre las magnitudes 6,3 y 13,2 durante un período de 372 días, S varía entre las magnitudes 8,6 y 13,9 durante un período de 234 días, y U varía entre las magnitudes 10,0 y 13,3 durante un período de 272 días. La falta de estrellas brillantes hace que encontrar estos objetos sea un reto para los astrónomos aficionados. G 117-B15A, también conocida como RY Leonis Minoris, es una enana blanca pulsante de magnitud aparente 15,5. Con un periodo de aproximadamente 215 segundos, y perdiendo un segundo cada 8,9 millones de años, la estrella de 400 millones de años ha sido propuesta como el reloj celeste más estable.
SX Leonis Minoris es una nova enana del tipo SU Ursae Majoris que fue identificada en 1994. Está formada por una enana blanca y una estrella donante, que se orbitan mutuamente cada 97 minutos. La enana blanca absorbe materia de la otra estrella en un disco de acreción y se calienta hasta alcanzar entre 6000 y 10 000 K. La estrella enana entra en erupción cada 34 a 64 días, alcanzando una magnitud de 13,4 en estos estallidos y permaneciendo en una magnitud de 16,8 cuando está tranquila. |1998}} Leo Minor contiene otra nova enana, RZ Leonis Minoris, que se ilumina hasta magnitud 14,2 desde una magnitud base de alrededor de 17, pero lo hace a intervalos más cortos que otras novas enanas.
Se han encontrado dos estrellas con sistemas planetarios. HD 87883 es una enana naranja de magnitud 7,57 y tipo espectral K0V a 18 parsecs de distancia de la Tierra. Con un diámetro tres cuartas partes mayor que el del Sol de la Tierra, sólo es un 31% más luminosa. Lo orbita un planeta de 1,78 veces la masa de Júpiter cada 7,9 años, y es posible que haya otros planetas más pequeños. HD 82886 (Illyrian) es una enana amarilla de tipo espectral G0 y magnitud visual 7,63. En 2011 se descubrió un planeta que tiene 1,3 veces la masa de Júpiter y orbita cada 705 días.

## Estrellas principales
- β Leonis Minoris, aunque es la única con letra griega en la constelación, no es la estrella más brillante (magnitud 4,21). Es una binaria cuya componente principal es una gigante amarilla.
- 11 Leonis Minoris, sistema binario distante 36,5 años luz compuesto por una enana amarilla variable y una enana roja.
- 19 Leonis Minoris, estrella blanca de magnitud 5,11.
- 20 Leonis Minoris, estrella binaria formada por una enana amarilla y una enana roja activa a 49 años luz.
- 21 Leonis Minoris, estrella blanca de la secuencia principal de magnitud 4,48, la tercera más brillante de la constelación.
- 24 Leonis Minoris, análogo solar de magnitud 6,47 distante 104 años luz del sistema solar.
- 37 Leonis Minoris, gigante luminosa amarilla de magnitud 4,69.
- 46 Leonis Minoris (Praecipua), con magnitud +3,83, es la estrella más brillante de Leo Minor a pesar de no tener denominación de Bayer. Es una gigante naranja situada a 98 años luz.
- 51 Leonis Minoris, estrella del disco grueso de magnitud 7,60.
- R Leonis Minoris, variable tipo Mira, con magnitud variable entre 6,3 y 13,2 en un ciclo de 372,19 días.

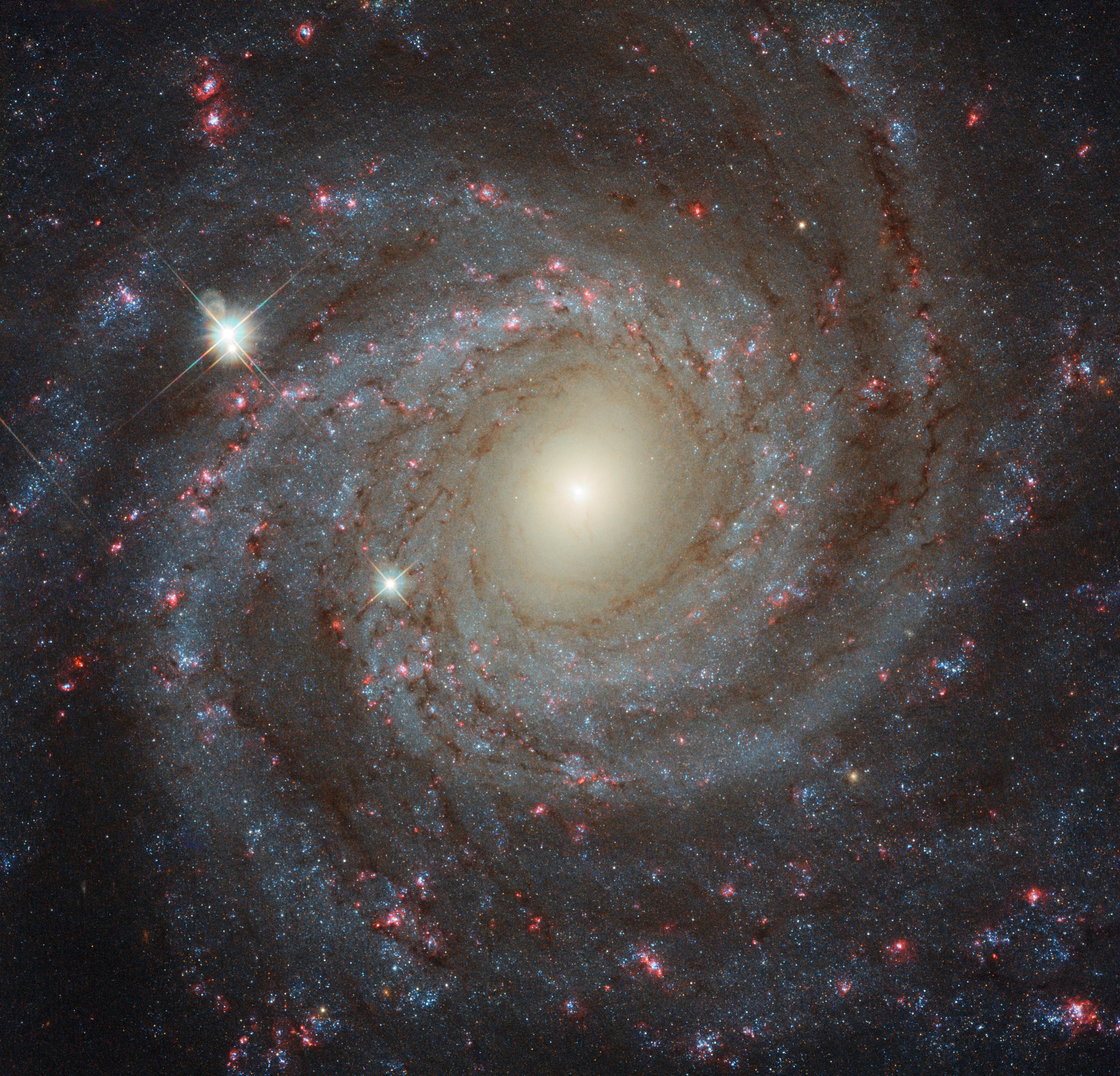
Imagen de NGC 3344 obtenida con el telescopio espacial Hubble.

- RY Leonis Minoris (G117-B15A), enana blanca variable del tipo ZZ Ceti.
- HD 87883, enana naranja con un planeta extrasolar.

## Objetos de cielo profundo
- NGC 3003, galaxia de magnitud 11,7 y un tamaño angular de 5,9 arcmin.
- NGC 3344, galaxia espiral barrada distante 22,5 millones de años luz.